# Örn Arnarson (skald)
Örn Arnarson, właśc. Magnús Stefánsson (ur. 1884, zm. 1942) – islandzki poeta, skald.
Tworzył wiersze, w których muzyczność łączyła się z bogactwem formy, zbliżone do poezji ludowej, z elementami satyry. Jego liryka została wydana w zbiorach Illgresi (1970) i Rímur af Oddi sterka (1932).